# Ogcocephalus pumilus
Ogcocephalus pumilus är en fiskart som beskrevs av Bradbury, 1980. Ogcocephalus pumilus ingår i släktet Ogcocephalus och familjen Ogcocephalidae. IUCN kategoriserar arten globalt som livskraftig. Inga underarter finns listade i Catalogue of Life.